# سلطان الغامدي
سلطان الغامدي (بالإنجليزية: Sultan Al-Ghamdi)‏؛ مواليد 20 مارس 1992 في جدة، السعودية، هو لاعب كرة قدم سعودي.

## مسيرة اللاعب
مثل النادي الأهلي في الفئات السنية و نادي التعاون ونادي العين ونادي الجبلين ونادي الأنصار ونادي عرعر ونادي العروبة.

## روابط خارجية
- سلطان الغامدي على موقع قاعدة بيانات كرة القدم.إي يو (الإنجليزية)
- سلطان الغامدي على موقع Soccerway.com (الإنجليزية)